# DAMS GD-01
La DAMS GD-01 è un'automobile monoposto sportiva di Formula 1 progettata dagli ingegneri Rob Arnott e Claude Galopin per il team DAMS con lo scopo di partecipare alla stagione di Formula 1 1995.

## Concetto
DAMS è stata fondata da Jean-Paul Driot e dal pilota di F1 René Arnoux nel 1988, con sede a Le Mans. Il team divenne rapidamente una forza competitiva nell'International Formula 3000, il livello del motorsport immediatamente sotto la F1, vincendo i campionati dei piloti del 1990, 1993 e 1994 con Érik Comas, Olivier Panis e Jean-Christophe Boullion rispettivamente. Driot mirava a fare il passo successivo nella progressione del team passando alla F1, ispirandosi ai team Jordan, Pacific e Forti, tutti team di Formula 3000 di successo che si sono laureati in F1 nella prima metà degli anni '90.
Al fine di progettare e costruire un'auto da F1 competitiva, DAMS ha stretto una partnership con il costruttore britannico Reynard, una casa costruttrice affermata nel mondo automobilistico, soprattutto nelle categorie minori e nelle competizioni automobilistiche americane. La società aveva anche fornito dati che hanno contribuito alla costruzione delle auto Benetton B192 e Ligier JS37 F1, e ha anche costruito il proprio telaio, che alla fine è diventato il Pacific PR01 dopo che il piano di Reynard di operare il proprio team è fallito. DAMS ha istituito un ufficio vicino al quartier generale di Reynard e ha assegnato l'ex designer di Ligier Claude Galopin e un dipendente della Reynard Rob Arnott a guidare il team di progettazione del telaio.

## Progetto e sviluppo
La costruzione del GD-01 è iniziata nel 1994, ma i progressi sono stati lenti a causa del limitato sostegno finanziario. La sponsorizzazione si è rivelata difficile da trovare a causa della presenza di due squadre francesi esistenti nello sport (Ligier e Larrousse) e l'attenzione della regione di Le Mans sulla sua gara di 24 ore. Inoltre, le modifiche alle regole tecniche dello sport (a seguito della morte di Roland Ratzenberger e Ayrton Senna al Gran Premio di San Marino del 1994) hanno ostacolato ulteriormente i progressi. All'inizio della stagione 1995, tuttavia, il GD-01 era quasi completo. Ciò ha portato Gérard Larrousse, il cui omonimo team di F1 stava lottando per sopravvivere a causa delle restrizioni sulla sponsorizzazione di alcol e tabacco causate dalla Legge Evin, per avviare negoziati con Driot sulla possibilità che Larrousse guidasse il GD-01 invece del suo telaio Larrousse LH95 previsto (che non poteva permettersi di costruire) o un LH94 aggiornato, che sarebbe estremamente non competitivo a causa delle modifiche necessarie per conformarsi alle regole. Driot si rifiutò di permettere al suo telaio di essere guidato da un'altra squadra a meno che non potesse avere un maggiore coinvolgimento; Larrousse alla fine ha dichiarato bancarotta, senza partecipare a una sola gara del 1995.
Il telaio presentava una monoscocca a tripla paratia realizzata in un composito di fibra di carbonio e nido d'ape in alluminio, prodotto dalla società SNPE con sede a Lille. La carrozzeria era piuttosto voluminosa, poiché i sidepod ospitavano grandi radiatori dell'acqua e dell'olio. Il GD-01 aveva una sospensione convenzionale, dotata di bracci trasversali con ammortizzatori azionati dall'asta. L'auto presentava una configurazione ribassata, che all'epoca veniva gradualmente abbandonata a favore di nasi più alti da altri team di F1, anche se gli ingegneri Reynard avevano testato entrambe le configurazioni. Il pacchetto aerodinamico generale della vettura è stato descritto dall'autore del motorsport Sam Collins come "sottosviluppato". Il GD-01 era alimentato da un motore Ford Cosworth ED V8 (una nuova unità per l'era di tre litri di F1 iniziata nel 1995) che era una scelta contemporanea standard per i team più piccoli a causa del suo basso costo e facilità di installazione. Il motore aveva un chilometraggio di 400 miglia (640 km) prima delle ricostruzioni, un peso di 129,5 chilogrammi (285 libbre), un limite di giri di 13 500 giri/min e una potenza massima di 610 cavalli (450 kW) a 13 200 giri/min. Inizialmente si pensava che il telaio sarebbe stato alimentato da un motore Mugen-Honda come parte di un ritorno in F1 alla Honda per la Honda, ma l'accordo tra le due parti non arrivò. La trasmissione della vettura era un'unità sequenziale a sei velocità costruita appositamente per il team dalla società britannica Xtrac, che forniva anche il differenziale del team. I cambi Xtrac sono stati utilizzati anche nel telaio Minardi M195 e Simtek S951 nel 1995. L'elettronica dell'auto è stata fornita da Pi Research, i suoi pneumatici forniti da Goodyear montati su ruote Enkei ed è stato alimentato con benzina Elf. Fu costruito un solo telaio.

## Carriera agonistica
DAMS ha presentato il GD-01 sulla griglia di partenza del Circuit de la Sarthe alla fine dell'estate del 1995. Al lancio hanno partecipato Driot, Galopin e Arnott, oltre ai piloti Érik Comas, Emmanuel Collard e Jan Lammers. L'auto è stata presentata in uno schema blu, bianco e giallo con sponsorizzazioni minime; gli adesivi presenti sull'auto provenivano da partner tecnici come Elf. A questo punto, era già obsoleto poiché la monoscocca non era completamente conforme alle normative del 1995, ma gli ingegneri del team erano sicuri che potesse essere modificato per farlo.
Il GD-01 è stato testato da Comas e Lammers sul circuito Paul Ricard nel Sud della Francia a ottobre. Ha dimostrato di essere fuori dal ritmo a causa della sua carrozzeria cauta e del design aerodinamico, indicando che avrebbe bisogno di un programma di sviluppo completo per poter competere efficacemente in F1, in particolare con l'introduzione della regola del 107%, che preoccupava maggiormente i team di bassa classifica 
dato che erano troppo lenti rispetto al tempo del poleman, per la stagione 1996. Tuttavia, la lotta della squadra per acquisire un budget sufficiente per correre ha fatto sì che Driot non rispettasse la scadenza per candidarsi per il campionato del 1996. Sperava di candidarsi per la stagione 1997, ma la continua lotta per trovare sostegno finanziario, la crescente obsolescenza del design del GD-01 e il fallimento dei team Simtek, Pacific e Forti nel mantenere un team di F1 usando il motore Cosworth ED, alla fine lo persuase ad abbandonare del tutto l'impresa.

## Dopo la Formula 1
Durante lo sviluppo, la costruzione e il collaudo del GD-01, DAMS ha mantenuto il suo team internazionale di Formula 3000, che corre nella serie GP2. L'unico telaio GD-01 è nella fabbrica del team, mentre i disegni e la documentazione della vettura sono in possesso di Adrian Reynard. La trasmissione Xtrac dell'auto è stata successivamente utilizzata nel Dome F105, un altro progetto che non è riuscito ad arrivare in Formula 1. Reynard ha continuato a espandere le sue operazioni, progettando le prime vetture di F1 del team British American Racing dal 1999 in poi, e passando ad altre serie come Champ Car, prima di dichiarare bancarotta nel 2002.